# بخش بایرون، شهرستان واسکا، مینه سوتا
بخش بایرون (به انگلیسی: Byron Township) یک منطقهٔ مسکونی در ایالات متحده آمریکا است که در شهرستان وسکا، مینه‌سوتا واقع شده‌است.
 بخش بایرون ۹۳٫۵ کیلومتر مربع مساحت و ۲۴۸ نفر جمعیت دارد و ۳۵۷ متر بالاتر از سطح دریا واقع شده‌است.